# Keith Vincent Anderson
Pour les articles homonymes, voir Anderson.
Keith Vincent Anderson, né le 6 juillet 1898 à Perth et mort le 12 avril 1929 dans le désert de Tanami, est un pilote australien.
Né en Australie et après avoir passé une grande partie de sa jeunesse en Afrique du Sud, Keith Anderson devient pilote et rejoint le Royal Flying Corps. Il sert en France durant la Première Guerre mondiale. Il s'y distingue en abattant cinq avions ennemis. De retour en Australie, il rejoint la West Australian Airways (en), jeune compagnie aérienne. Il se lie d'amitié avec Charles Kingsford Smith. Ensemble, ils achètent ensemble un Bristol Tourer, tentent de battre divers records et fondent leur propre compagnie, l'Interstate Flying Services. Leur idée, à terme, est de tenter une traversée de l'océan Pacifique en avion. Charles Ulm les rejoint alors dans l'aventure.
En 1927, il tente de battre le record du tour d'Australie le plus rapide en avion. Keith Anderson doit initialement voler avec Charles Kingsford Smith mais est remplacé par Charles Ulm. Il tentera néanmoins l'aventure en parallèle avec Henry Smith « Bobby » Hitchcock, et arrivera quelques jours après le premier équipage.
La même année, l'idée de traverser le Pacifique s'intensifie et Keith Anderson est pressenti pour faire partie de l'équipe. Néanmoins, lui et Charles Ulm ne s'entendent pas et les problèmes financiers qui entachent l'expédition entrainent son retrait. Charles Kingsford et Charles Ulm effectueront peu de temps après avec succès la traversée à bord du Southern Cross, accompagnés de deux américains. Se sentant lésé, Keith Anderson entame des poursuites judiciaires, réclamant une part des récompenses financières de l'équipage. Finalement, en février 1929, après une longue bataille judiciaire, il abandonne les poursuites.
En mars-avril 1929, Charles Kingsford Smith, Charles Ulm, Harold Litchfield et Tom McWilliams s'élancent avec le Southern Cross pour tenter de battre le record détenu par Bert Hinkler, à savoir la traversée la plus rapide vers Londres. Cependant, les conditions météorologiques poussent l'équipage à se poser en catastrophe, sans moyen de communication. Des recherches sont mises en place et Keith Anderson, accompagné de Bobby Hitchcock, s'envolent à bord du Kookaburra, un Westland Widgeon, pour tenter de les localiser. Pour gagner du temps, ils décident de survoler le désert de Tanami mais le contact est perdu le 10 avril. L'avion et le corps d'un des deux hommes ne seront aperçus depuis les airs que le 21 avril par Lester Brain (en). Le 29 avril, une expédition au sol retrouve le corps de Keith Anderson à une centaine de mètres de l'avion. Les corps sont enterrés et puis rapatriés en juin de la même année. Keith Anderson a droit à des funérailles militaires complètes à Mosman, en Nouvelle-Galles du Sud, le 6 juillet 1929. Cette affaire, connue sous le nom d'affaire Coffee Royal mène à une commission d'enquête. Si Charles Ulm est jugé coupable pour ne pas avoir préparé correctement l'expédition, ni lui ni Charles Kingsford ne sont jugés responsables de la mort de Keith Anderson et Bobby Hitchcock, qui est considérée comme purement accidentelle.

## Jeunesse et Première Guerre mondiale
Keith Vincent Anderson nait à Perth, en Australie occidentale, le 6 juillet 1898. Il reçoit la plus grande partie de son éducation en Afrique du Sud, ayant été envoyé à l'âge de 10 ans là-bas pour vivre avec un parent de sa mère pendant que son père travaille à Ceylan, aujourd'hui le Sri Lanka,. Il termine ses études au South African College Schools (en) et, à l'âge de 18 ans, est sélectionné par le Major Allister Miller (en) comme recrue pour le Royal Flying Corps, alors impliqué dans la Première Guerre mondiale,. Il apprend à piloter en Afrique du Sud et en Angleterre, rejoignant d'abord le No. 89 Squadron RFC (en) pour l'entrainement et ensuite le No. 73 Squadron RFC en septembre 1917. Il sert en France avec une certaine distinction,. Il aurait abattu neuf avions ennemis mais cinq seulement sont confirmés, l'armée exigeant une confirmation par d'autres témoins. Il rejoint en 1918 l'Independent Air Force, une unité aérienne chargée de bombardements stratégiques. Il est finalement réformé et retourne en Afrique du Sud avec une obusite et un total de 600 heures de vol enregistrées sur neuf modèles d'avions, parmi lesquels l'Avro 504, le Sopwith Pup et le Camel, le De Havilland DH6, DH9 et DH9A et le B.E.2,.

## Vol transpacifique

### Rencontre avec Charles Kingsford Smith
Il retourne en Australie en 1921, s'installant à Perth où vit sa mère, son père étant décédé quelques années auparavant. Il se joint alors à la West Australian Airways (en) en 1922 et, pendant deux ans, il vole sur leur ligne de courrier aérien du nord-ouest. Le chef d'escadron Charles Kingsford Smith vole déjà pour « Airways », et ils deviennent amis. Il quitte la compagnie en mars 1924, et en janvier 1927, il achète un Bristol Tourer, à bord duquel il tente de battre le record du vol le plus rapide entre Perth-Sydney, établi par le lieutenant F. S. Briggs (en) en 1920 et d'une durée 21,5 heures heures établie avec DH.4,. Charles Kingsford Smith, également dans un Bristol Tourer, tente le record au même moment ; tous deux abattent les 3 500 km qui en 30 heures de vol, attribuant leur échec à un fort vent de face.
En 1927, il entreprend un voyage autour de l'Australie pour George A. Bond & Co, fabricants de sous-vêtements et de bonneterie, pour un coût de 12 500 livres sterling, afin d'évaluer l'utilité commerciale de l'aviation pour l'entreprise. Voyagent avec lui Henry Smith « Bobby » Hitchcock, précédemment mécanicien pour « Airways », et C. C. Vivian, directeur de la publicité de Bond. L'avion quiite Sydney le 25 juin et revient le 8 juillet, soit un total de 14 jours.
Charles Kingsford Smith démissionne également de Western Australian Airways et, parrainé par The Herald and Weekly Times (Melbourne), The Sun (Sydney) et le Daily Mail (en) (Brisbane), effectue un vol record autour de l'Australie avec un copilote, Charles Ulm, dans un avion similaire, parti de Sydney le 18 juin et revenu le 29 juin, soit un plus de neufs jours pour un peu plus de 11 000 km.

### Écartement du vol transpacifique
Le prochain défi de Charles Kingsford Smith est un vol transpacifique, et Keith Anderson fait partie de l'équipage de trois personnes. Il se rend à Hawaï en septembre 1927 pour évaluer les terrains d'aviation disponibles sur les îles, puis se rend en Amérique avec Charles Kingsford Smith et Charles Ulm pour aider à son organisation, mais revient en Australie en mars avant que l'avion, le Southern Cross, ne soit acheté. Le vol est initialement prévu pour novembre 1927, mais il y a une agitation considérable en Nouvelle-Galles du Sud pour forcer son annulation. Le premier ministre de la Nouvelle-Galles du Sud, Jack Lang, promet un soutien de 4 000 livres sterling, mais le ministère Bavin qui lui succéde répudie cet engagement. Afin de collecter des fonds pour le vol transpacifique, Charles Kingsford Smith et Poole, un pilote américain, tentent de battre le record du monde de vol soutenu à bord du Southern Cross. Ils n'y parviennent pas mais trouvent un riche commanditaire en la personne de George Allan Hancock, un millionnaire américain, qui efface leurs dettes et permet ainsi la réalisation du vol.
En août 1927, ils achètent le Fokker trimoteur (ayant appartenu à Hubert Wilkins) pour 7 500 £, dont le prix initial était de 15 000 £.
En raison du non-retour de Keith Anderson, le personnel pour le vol est le suivant : Kingsford Smith (pilote), Charles Ulm (responsable de l'organisation et pilote de relève), et les Américains Harry W. Lyon (navigateur) et James Warner (opérateur radio). Lyon et Warner ne doivent voyager que jusqu'à Suva, après quoi Kingsford Smith sera pilote solo et Ulm navigateur.
Kingsford Smith et son équipage de quatre personnes quittent Oakland, en Californie, le 31 mai 1928 et atterrissent à Brisbane le matin du 9 juin 1928, après avoir parcouru environ 11 670 km via Hawaï et les îles Fidji.

### Poursuites judiciaires
Après le retour de Keith Anderson en Australie, qu'il prétend être dans l'intérêt des objectifs de l'équipe, mais dont la nature n'a jamais été révélée, il est écarté de l'équipe de Kingsford Smith, et le vol de San Francisco à l'Australie est effectué sans lui. Il se sent lésé, car il a consacré beaucoup de temps, d'efforts et de dépenses au projet, et il veut une part des récompenses financières. Le Brisbane Truth est d'accord : "Il est regrettable qu'Anderson n'ait pas été avec eux, mais nul doute que Kingsford Smith, dans sa tournée de triomphe, n'oubliera pas son compagnon." Le père de sa fiancée, l'avocat de Sydney, A. V. Hilliard (1865-1933), obtient une injonction empêchant Kingsford Smith et Ulm de déplacer le Southern Cross hors de la juridiction des tribunaux de Nouvelle-Galles du Sud jusqu'à ce qu'un accord soit trouvé.
La déclaration sous serment d'e Keith Anderson est accompagnée d'une lettre que Kingsford Smith et Ulm lui adressent en mai 1928, dans laquelle ils reconnaissent qu'Anderson souhaite participer au vol, mais qu'ils ne peuvent pas l'aider à payer le billet d'avion, et ajoutent : " Nous avons appris que vous n'avez fait que peu ou pas d'efforts pour nous aider depuis votre retour en Australie, alors que vous nous avez laissés ici pour porter le projet. Au moment de votre départ, il semblait être un projet sans espoir".
Le 22 février 1929, Keith Anderson abandonne ses réclamations contre Charles Kingsford Smith, acceptant l'argument selon lequel en quittant l'Amérique de son plein gré, il a perdu son adhésion au partenariat, et Kingsford Smith retire toute intimation selon laquelle le départ d'e Keith Anderson est dû à la lâcheté ou au manque de confiance dans le projet. Cela signife que le Southern Cross est libre de contraintes légales et que le vol vers Londres peut avoir lieu.
Puis, le 19 mars 1929, lors du bal des militaires rentrés au pays, une assignation est signifiée au nom de Hitchcock à Kingsford Smith, Ulm et Anderson pour un montant de 1 000 £, au motif qu'ils lui ont promis un rôle dans la traversée du Pacifique par le Southern Cross. Kingsford Smith reconnait avoir fait certaines promesses à Hitchcock, mais ne l'a jamais admis dans l'équipe volante. Le juge de la Cour suprême accepte l'argument de Kingsford Smith selon lequel le projet initial a été abandonné, et qu'aucune promesse n'a été faite concernant le vol révisé, et demande au jury de donner raison aux défendeurs.
Anderson et Hitchcock annoncent ensuite qu'ils tenteront de battre le record de vol de Bert Hinkler vers Londres à bord du Bristol Tourer, qui a déjà effectué plus de 1300 heures de vol. Ils quittent Sydney le 6 septembre 1928, mais ne vont pas plus loin que Pine Creek, dans le Territoire du Nord, lorsqu'ils ont des problèmes de radiateur et font un atterrissage forcé, dont Anderson sort indemne, et Hitchcock ne souffre que d'une lèvre sévèrement coupée et d'une épaule froissée, mais l'avion est une épave, avec rien de récupérable à part le moteur.

## Affaire Coffee Royal

### Disparition du Southern Cross
Après une série de retards très médiatisés, Kingsford Smith, Ulm, Harold A. Litchfield (navigateur) et Thomas Harrison "Tom" McWilliams (opérateur radio) décollent à bord Southern Cross depuis l'aérodrome de Richmond pour Wyndham, Australie occidentale, le 30 mars 1929, pour la première étape de leur vol vers Londres. Ils ont 800 gallons de carburant à bord, mais se perdent dans une pluie torrentielle, manquent de carburant et, vers midi le 31 mars, signalent par radio qu'ils se posent à environ 240 km de leur objectif, dans une zone surnommée "Coffee Royal" par les aviateurs.
Le 3 avril, quatre ou cinq avions sont déployés pour rechercher les aviateurs disparus, deux affrétés par le journal The Sun auprès de la West Australian Airways, l'un piloté par Jim Woods et l'autre par Eric Chater (qui a dû faire un atterrissage forcé près de Walcott Inlet). Ces avions, qui n'ont qu'une autonomie de quatre heures, n'ont trouvé aucune trace du Southern Cross.

### Recherche du Southern Cross
Keith Anderson décide de participer aux recherches à bord du monoplan Westland Widgeon III Kookaburra, qu'il a acheté un mois plus tôt. John Cantor, de l'hôtel Customs House, lui promet une aide financière pour sa tentative de recherche. Le 7 avril, Anderson et Hitchcock décollent de la piste d'atterrissage de Richmond. L'avion décolle facilement avec sa charge de 400 kg, Anderson ayant déclaré à son copilote Milton Kent qu'il a la bonne machine pour ce travail et qu'il ne négligera aucune piste dans sa recherche des hommes disparus. Ils a l'intention d'atteindre la zone de recherche en quatre "sauts" : Broken Hill, Oodnadatta, Alice Springs et Wyndham, mais leur dernier contact a  lieu à "The Alice" le mercredi matin 10 avril 1929, lorsqu'ils partent avec pour seules provisions quelques sandwiches et deux bouteilles d'eau."
Les Holden, dans son DH.61 Canberra, trouve le Southern Cross le 12 avril, jette quelques provisions à l'équipage, et transmet sa position à Fred Heath de West Australian Airways, qui atterrit à côté.

### Disparition et mort
Lester Joseph Brain de Qantas à bord de l'Atlanta trouve le Kookaburra et un corps le 21 avril. Le corps d'Anderson est retrouvé à une petite distance le 29 avril par une équipe de terrain (montée) dirigée par le lieutenant Charles Eaton. Ils trouvent également un journal intime dont la dernière entrée était le 12 avril. Eaton et ses hommes Moran et Douglas enterrent les corps, qui sont récupérés en juin par un camion Thornycroft à six roues.
Les funérailles de Hitchcock ont lieu à Perth et sa dépouille est enterrée à Karrakatta le 3 juillet 1929.
Anderson a droit à des funérailles militaires complètes à Mosman, en Nouvelle-Galles du Sud, le 6 juillet 1929, et est enterré à St George's Heights, un site accordé uniquement par le conseil de la municipalité de Mosman.

### Une conspiration?
Un journal de Sydney publie des rumeurs selon lesquelles Keith Anderson et Kingsford Smith ont organisé la disparition du Southern Cross comme une "cascade" ou pour donner à Keith Anderson un statut héroïque. Ces "allégations" sont étayées par la disparition de la réserve des rations alimentaires du Southern Cross et par l'aide financière que Charles Kingsford Smith a accordée à Keith Anderson pour acheter le Kookaburra. Il a également déposé à la mission Drysdale des informations trompeuses sur son itinéraire. Willian Angus Todd, pendant un temps leur navigateur, atteste qu'à l'époque de la rigueur financière, il a entendu Charles Ulm suggérer que s'ils se perdaient dans l'outback australien, ils ne manqueraient pas de soutien public. Dudley Walsh, de la Neptune Oil Company, a entendu une proposition similaire de la part d'Ulm. Jim Woods, l'un des pilotes de recherche, jure que ses recherches l'ont mené près du "Coffee Royal", et qu'il aurait remarqué sur la fumée si quelqu'un avait voulu attirer son attention.
Lors d'une enquête du Commonwealth, Charles Kingsford Smith nie avec véhémence toute collusion ou mise en scène de l'événement pour attirer l'attention, et la commission d'enquête lui donne raison.

## Hommages
Abe Shannon joue un rôle de premier plan dans la demande d'un mémorial pour Keith Anderson et Bobby Hitchcock. Ce mémorial est inauguré au parc Rawson, à Mosman, le 27 juillet 1930. Keith Anderson reste le seul homme blanc à être enterré à Mosman.
Dans son testament, Mme Constance Anderson laisse au Perth Museum le dernier journal de son fils et d'autres reliques, qu'ils avaient déjà en prêt.

## Vie privée
À Sydney, au début des années 1920, Keith Anderson rencontre Lyal "Bon" Hilliard (née le 19 octobre 1896) de Collaroy, en Nouvelle-Galles du Sud, passionnée d'aviation, mondaine,. Ils annoncent leurs fiançailles en avril 1927.